# DiC Entertainment
DIC Entertainment Corporation (/ˈdiːk/; também conhecida como DIC Audiovisuel, DIC Enterprises, DIC Animation City, DIC Entertainment, LP e DIC Productions), foi uma produtora internacional de cinema e televisão que era principalmente associado como um estúdio de animação. Como uma divisão da The Walt Disney Company, a DIC produziu longas-metragens de ação ao vivo e licenciou inúmeras séries de anime.
Foi criada na França no Ano de 1971 por Jean Chalopin como uma divisão de uma Empresa chamada Radio Television Luxembourg. A DIC dos Estados Unidos foi criada em 1982 na cidade de Burbank no Estado da Califórnia por um ex Escritor das Histórias da Hanna-Barbera pra traduzir filmes, séries e animações da DIC pro inglês.
No Brasil, suas produções costumavam ser exibidas, na maioria das vezes, na TV aberta pela Rede Globo, SBT e Band. Já na TV a cabo, foram exibidas em vários canais infantis (principalmente pela extinta Fox Kids e Disney Channel).
Em 20 de junho de 2008, a DIC foi adquirida e posteriormente incorporada ao Cookie Jar Group.  A partir de 2022, a maior parte da biblioteca DIC é atualmente propriedade da WildBrain (anteriormente DHX Media) depois que a empresa adquiriu a Cookie Jar em 22 de outubro de 2012.

## 1971–1982: DIC Audiovisual
A Diffusion, Information Communications (DIC) foi formada na França em 1971 por Jean Chalopin como a divisão de produção da Radio Television Luxembourg, uma empresa de mídia existente há muito tempo.
Em 1981, a DIC estabeleceu uma parceria com o estúdio de animação japonês Tokyo Movie Shinsha, como um dos subcontratados de animação no exterior. Eles ajudaram a animar muitos dos programas da TMS, começando com Ulysses 31. Eles também produziram o piloto de Lupin VIII. Esta parceria durou até 1996.